# Mame Mandiaye Niang
Mame Mandiaye Niang (n. 20 de septiembre de 1960) es un abogado y fiscal senegalés. En Senegal ha ocupado varios altos cargos en el sistema judicial, incluyendo en el Ministerio de Justicia, el Tribunal Supremo, y el Tribunal Regional de Dakar, al igual que en las Naciones Unidas, como en el Tribunal Penal Internacional para Ruanda (TPIR) y el Tribunal Penal Internacional para la ex Yugoslavia. En 2021 fue electo como fiscal adjunto de la Corte Penal Internacional.

## Carrera
Niang se graduó en la École nationale d'Administration et de Magistrature (fr) en Dakar, Senegal. Ha ocupado varios altos cargos en el sistema judicial del país, incluyendo como Fiscal General del Tribunal de Apelación de Saint-Louis, director de asuntos penales e indultos del Ministerio de Justicia y «Auditeur» del Tribunal Supremo de Senegal, al igual que fiscal de primera instancia y magistrado del Tribunal Regional de Dakar.
Mame Mandiaye también se ha desempeñado en diversos cargos en el sistema de las Naciones Unidas, incluyendo oficial jurídico, oficial jurídico superior, jefe de gabinete del secretario y juez de la sala de apelaciones en el Tribunal Penal Internacional para Ruanda (TPIR), representante regional de la Oficina de las Naciones Unidas contra la Droga y el Delito (ONUDD) en el Sur de África y juez de la sala de apelaciones del Tribunal Penal Internacional para la ex Yugoslavia.
El 10 de diciembre de 2021 fue electo como fiscal adjunto de la Corte Penal Internacional en el vigésimo período de sesiones de la Asamblea de los Estados Partes del Estatuto de Roma, prestando juramento al cargo el 7 de marzo de 2022. Durante la investigación de la conducta del fiscal jefe Karim Khan, en 2025 Niang ha continuado con las funciones de la fiscalía junto con la fiscal adjunta Nazhat Shameem.
Niang ha sido coautor de varios libros sobre derecho internacional humanitario y procedimiento penal, publicado artículos en revistas jurídicas tanto en francés como en inglés, y profesor invitado en universidades e instutos como la «Ecole nationale des Assistants sociaux et Educateurs spécialisés», el «Centre de Formation judiciaire» en Dakar, la Universidad de Ruanda y el Instituto de Derecho Internacional adscrito a la Universidad de Makerere en Uganda. También ha sido miembro de la «Union des Magistrats sénégalais» y de la sección senegalesa de la Asociación Internacional de Derecho Penal.